# Stadion Septemwri w Smolanie
Stadion Septemwri (bułg. Стадион Септември) – stadion sportowy w Smolanie, w Bułgarii. Obiekt może pomieścić 6000 widzów. Swoje spotkania na stadionie rozgrywają piłkarze klubu Rodopa Smolan.